# Fuerza Espacial de los Estados Unidos
La Fuerza Espacial de los Estados Unidos (USSF; oficialmente y en inglés: United States Space Force) es la rama de las Fuerzas Armadas de los Estados Unidos encargada de operar en el ámbito espacial, es uno de los ocho servicios uniformados de los Estados Unidos. Inicialmente formada como Comando Espacial de la Fuerza Aérea el 1 de septiembre de 1982, la Fuerza Espacial se estableció como una rama militar independiente el 20 de diciembre de 2019, con la firma de la Ley de la Fuerza Espacial de los Estados Unidos, parte de la Ley de Autorización de Defensa Nacional para 2020.
La Fuerza Espacial de Estados Unidos está organizada como una rama del servicio militar dentro del Departamento de la Fuerza Aérea, uno de los tres departamentos militares del Departamento de Defensa. La Fuerza Espacial, a través del Departamento de la Fuerza Aérea, está encabezada por el secretario de la Fuerza Aérea, quien reporta al secretario de Defensa, y es designado por el presidente con la confirmación del Senado.
En términos de recuento de personal, es el servicio armado estadounidense más pequeño dentro del Departamento de Defensa de los EE. UU. La Fuerza Espacial consta de 2.501 personas, el vehículo de pruebas orbital Boeing X-37B y opera 77 satélites espaciales, incluido el Sistema de Posicionamiento Global (GPS).
El jefe militar de la Fuerza Espacial es el jefe de operaciones espaciales (CSO). El jefe de operaciones espaciales también es el oficial de mayor rango de la Fuerza Espacial, a menos que un oficial de la Fuerza Espacial se desempeñe como presidente o vicepresidente del Estado Mayor Conjunto. El jefe de operaciones espaciales supervisa las unidades de la Fuerza Espacial y se desempeña como uno de los Jefes de Estado Mayor Conjunto. Las fuerzas operativas de la Fuerza Espacial están asignadas a los comandos combatientes unificados, predominantemente al Comando Espacial de los Estados Unidos.

## Historia

### Programa espacial militar temprano (1945–1982)
Las actividades espaciales militares comenzaron inmediatamente después de la conclusión de la Segunda Guerra Mundial, con el general del ejército Hap Arnold, comandante general de las fuerzas aéreas del ejército de los Estados Unidos, convirtiéndose en uno de los primeros visionarios del potencial de las operaciones espaciales militares. En 1946, el general Arnold ordenó al Dr. Theodore von Kármán de la Corporación RAND que determinara la viabilidad de un satélite para el reconocimiento estratégico. En 1946, este estudio identificó casi todas las áreas de misiones espaciales actuales, incluida la inteligencia, el pronóstico del tiempo, las comunicaciones y la navegación.
Después de que la Fuerza Aérea de los Estados Unidos obtuvo su independencia en 1947, el general Bernard Schriever fue nombrado jefe de la División de Desarrollo Occidental, responsable de los programas de misiles balísticos intercontinentales y espaciales de la Fuerza Aérea. Fue responsable del desarrollo del Sistema de Reconocimiento Avanzado, que habría sido la primera constelación satelital de la Fuerza Aérea. El 4 de octubre de 1957, la Unión Soviética lanzó el Sputnik 1, que fue el primer satélite artificial del mundo. Este evento transformó el desarrollo espacial de la noche a la mañana, ayudando al establecimiento de seguridad nacional a comprender la importancia del dominio espacial.

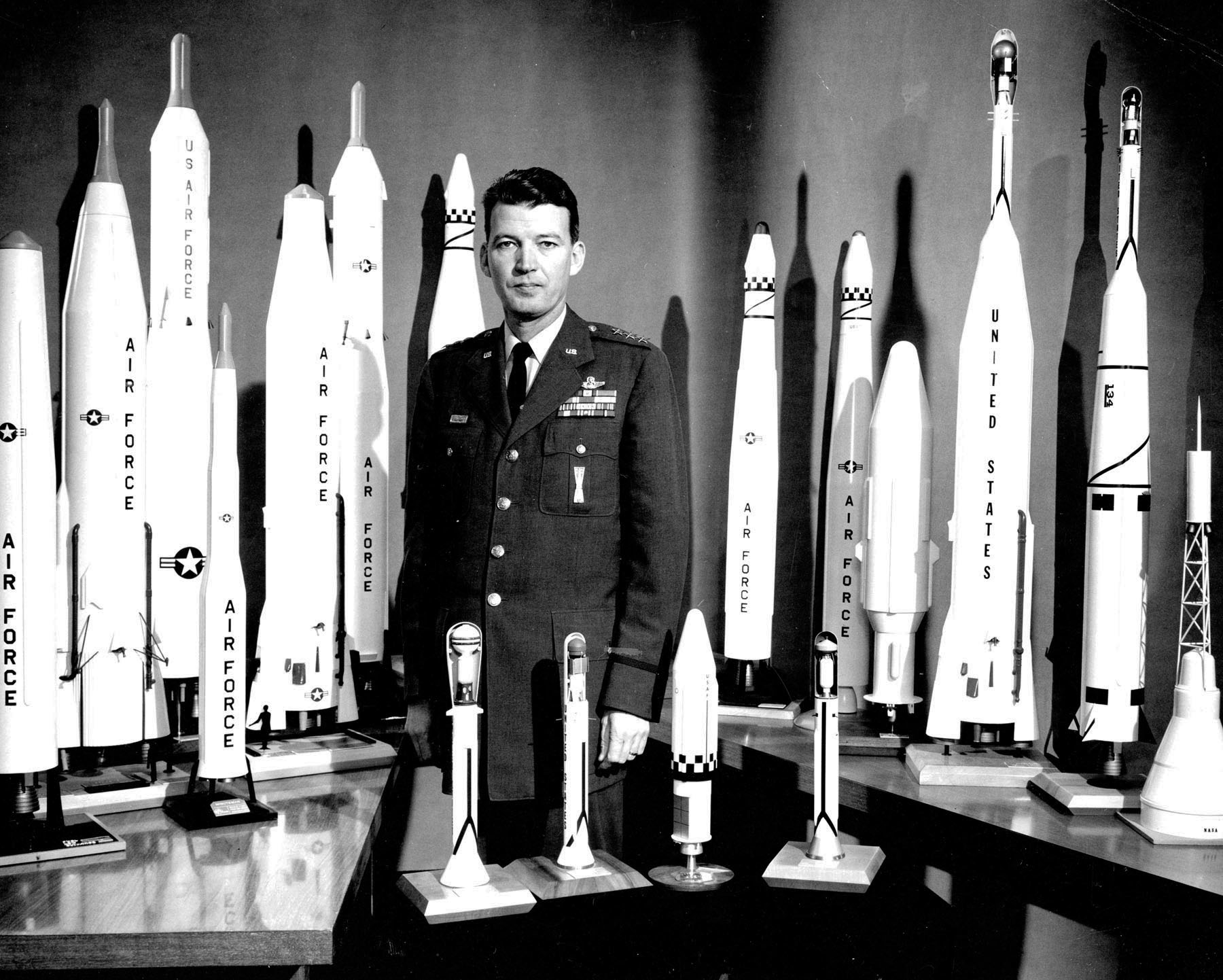
El General Bernard Schriever fue el padre del programa espacial militar.

El desarrollo espacial militar temprano estuvo marcado por una fuerte rivalidad entre servicios, y cada uno desarrolló sus propias propuestas para satélites y vehículos de lanzamiento. El primer satélite estadounidense fue el Explorer 1 de la Agencia de Misiles Balísticos del Ejército, que se lanzó en el cohete Vanguard del Laboratorio de Investigación Naval. La Fuerza Aérea continuó con el desarrollo espacial militar en medio de esta competencia del Ejército y la Armada. En 1958, la recién formada Agencia de Proyectos de Investigación Avanzada asumió el control de todos los programas espaciales militares, pero esta centralización duró poco y devolvió el control a los servicios en septiembre de 1959. La creación de la NASA en 1958 obstaculizó significativamente los programas espaciales del Ejército y la Marina, absorbiendo el Laboratorio de Propulsión a Chorro del Ejército y la Agencia de Misiles Balísticos del Ejército y la red de rastreo de satélites Project Vanguard y Minitrack de la Marina, pero solo absorbieron el programa Hombre en el Espacio Pronto de la Fuerza Aérea, fusionándolo con el Proyecto Mercurio.
El desarrollo de los sistemas espaciales de la Fuerza Aérea continuó con el Sistema de Alarma de Defensa de Misiles (MIDAS) y los satélites de reconocimiento SAMOS del Comando Aéreo Estratégico, así como los vehículos de lanzamiento espacial Thor, Atlas y Titán. La Fuerza Aérea y la Agencia Central de Inteligencia también desarrollaron y operaron conjuntamente el satélite de reconocimiento Corona. El desarrollo de satélites de reconocimiento se convirtió en una prioridad nacional después de que un avión de reconocimiento estadounidense U-2 fue derribado sobre la Unión Soviética, lo que hace poco práctico el reconocimiento aéreo. En 1961, se creó la Oficina Nacional de Reconocimiento como una actividad conjunta de la Fuerza Aérea y la CIA para gestionar todos los satélites espías.

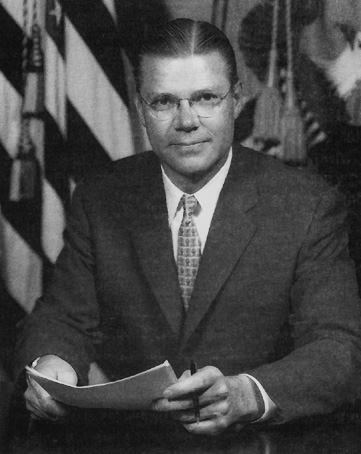
Robert McNamara designó a la Fuerza Aérea como el servicio militar principal para el espacio.

En 1961, el Secretario de Defensa Robert McNamara designó a la Fuerza Aérea como el servicio militar principal para el espacio, relegando aún más los programas espaciales del Ejército y la Armada. La relación entre el programa espacial de la Fuerza Aérea y la NASA continuó estrechándose, llegando a acuerdos para compartir información y personal. La Fuerza Aérea también comenzó a desarrollar el avión espacial tripulado Boeing X-20 Dyna-Soar y el Laboratorio de órbita tripulada, que luego fueron cancelados ya que sus funciones podrían llevarse a cabo mediante sistemas no tripulados. La defensa del general Schriever para el espacio militar condujo al establecimiento en 1961 del Comando de Sistemas de la Fuerza Aérea (AFSC), que incluía una Dirección de Sistemas Espaciales dedicada para centralizar todo el desarrollo espacial, separándolo del programa de misiles. Antes de la creación del Comando de los Sistemas de la Fuerza Aérea, el diseño de la nave espacial, las adquisiciones y el lanzamiento se dividieron entre el Comando de Material Aéreo y el Comando de Investigación y Desarrollo de la Fuerza Aérea, sin embargo, el nuevo comando centralizó todas estas actividades.
La Fuerza Aérea proporcionó apoyo espacial a las fuerzas durante la Guerra de Vietnam, con un enfoque en proporcionar capacidades meteorológicas y de comunicaciones basadas en el espacio. En la década de 1970 comenzó el desarrollo del Sistema de Posicionamiento Global, el Sistema de Comunicaciones por Satélite de Defensa y los satélites de advertencia de misiles del Programa de Apoyo a la Defensa. El transbordador espacial también comenzó su desarrollo, con importantes aportes de la Fuerza Aérea. Durante gran parte de las décadas de 1960 y 1970, las operaciones espaciales de la Fuerza Aérea se centralizaron en el Comando de Defensa Aeroespacial, pero se desestabilizó en 1980, transfiriendo sus sistemas de vigilancia espacial y de alerta de misiles al Comando Aéreo Estratégico. En 1979, la doctrina de la Fuerza Aérea reconoció el espacio como un área de misión por primera vez, y condujo a la creación de una división espacial en el Estado Mayor del Aire. El Comando de Sistemas de la Fuerza Aérea también estableció un subcomandante para operaciones espaciales.

### Comando espacial de la fuerza aérea (1982–2019)

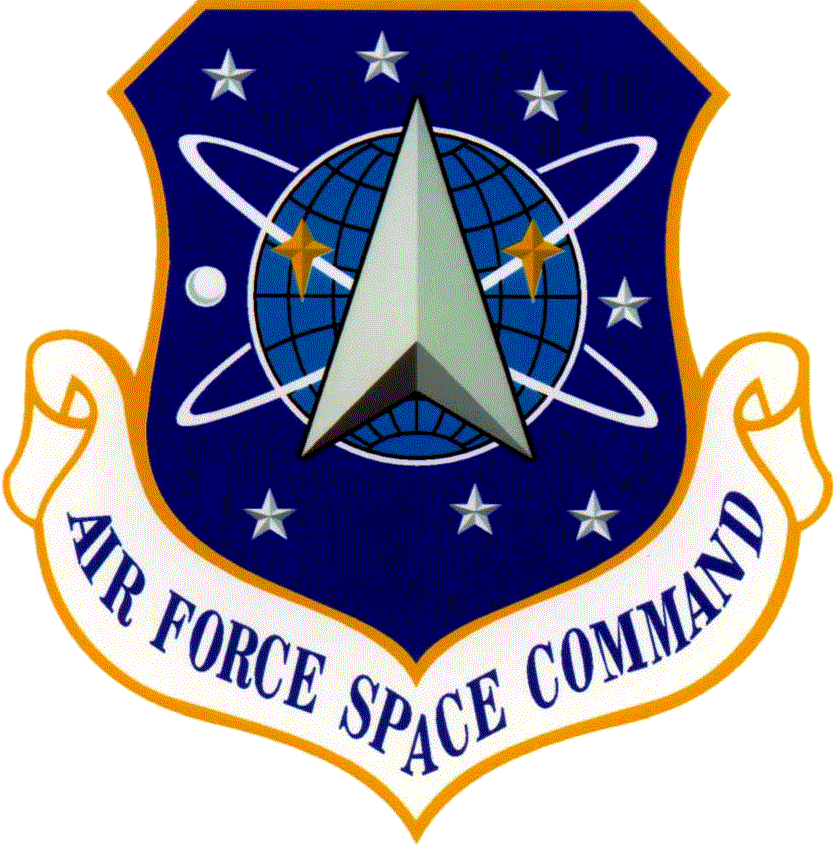
Comando Espacial de la Fuerza Aérea

Hacia la década de 1980, la Fuerza Aérea comenzó a darse cuenta de que no estaba suficientemente organizada para las operaciones espaciales militares, con activos y responsabilidades divididos entre el Comando Aéreo Estratégico, el Comando de Sistemas de la Fuerza Aérea, el Centro de Defensa Aeroespacial y el Estado Mayor. En 1979, la Junta Asesora Científica de la Fuerza Aérea concluyó que "actualmente, la Fuerza Aérea no está organizada adecuadamente para la explotación operativa del espacio y no ha puesto suficiente énfasis en la inclusión de los sistemas espaciales en un estudio de fuerza integrado". En 1981, la Fuerza Aérea tomó una medida para abordar esta discontinuidad, estableciendo el centro de operaciones espaciales consolidado en Colorado Springs y comenzó a discutir la creación de un comando espacial para centralizar sus actividades espaciales. El 1 de septiembre de 1982, el Comando Espacial de la Fuerza Aérea (AFSPC) fue creado como un comando principal de la Fuerza Aérea. El Comando Espacial de la Fuerza Aérea centralizó todas las operaciones espaciales, incluidas la advertencia de misiles, las operaciones de lanzamiento, el control de satélites, el conocimiento del dominio espacial y las comunicaciones por satélite.
El Comando Espacial de la Fuerza Aérea fue absolutamente crítico durante la Guerra del Golfo, que luego sería descrita como la primera guerra espacial por el Jefe de Estado Mayor de la Fuerza Aérea, el general Merrill McPeak. Específicamente, su soporte GPS permitió el gancho izquierdo a través del desierto de Irak. Los satélites del Programa de Apoyo Meteorológico de Defensa proporcionaron una cantidad significativa de datos meteorológicos y más del 90% de las comunicaciones fueron provistas por sistemas satelitales. Los satélites de alerta temprana del Programa de Apoyo a la Defensa proporcionaron indicaciones de los lanzamientos de SCUD a las fuerzas desplegadas.
En la década de 1990, AFSPC dirigió el desarrollo de la constelación de satélites de comunicaciones MILSTAR y completó la constelación GPS. De acuerdo con las recomendaciones de la Comisión Espacial de 2001, el Centro de Sistemas Espaciales y de Misiles fue transferido del Comando Material de la Fuerza Aérea al Comando Espacial de la Fuerza Aérea, convirtiéndose en su brazo integral de investigación y adquisiciones. A raíz de los ataques del 11 de septiembre, el Comando Espacial de la Fuerza Aérea proporcionó apoyo espacial como parte de la guerra mundial contra el terrorismo.

### Independencia (2019-presente)
La idea de un servicio independiente para las operaciones espaciales militares de los EE. UU. Había estado bajo consideración desde el año 2000. La Comisión de Evaluación de la Gestión y Organización Espacial de la Seguridad Nacional de los Estados Unidos, presidida por el exsecretario de Defensa Donald Rumsfeld y compuesta por varios militares, espaciales y profesionales de inteligencia, se creó para examinar la organización espacial de seguridad nacional de los Estados Unidos. La comisión misma concluyó que los militares necesitaban desarrollar una doctrina específica del espacio, conceptos de operaciones y capacidades, incluido el desarrollo y despliegue de armas basadas en el espacio. La Comisión Espacial llegó a la conclusión de que la Fuerza Aérea trataba las operaciones espaciales como una misión secundaria en comparación con las operaciones aéreas, y recomendó la creación de un cuerpo espacial dentro del Departamento de la Fuerza Aérea y, a largo plazo, crear un departamento militar. por espacio.
En 2017, los representantes Mike Rogers y Jim Cooper presentaron una propuesta bipartidista para crear el Cuerpo Espacial de los EE. UU., Como un servicio militar dentro del Departamento de la Fuerza Aérea. Esto se hizo específicamente debido a la constatación de que la misión espacial de la Fuerza Aérea se había convertido en una preocupación secundaria en contraste con la misión de dominación aérea. La propuesta fue aprobada en la Cámara de Representantes, pero fue eliminada del proyecto de ley final en las negociaciones con el Senado de los Estados Unidos.

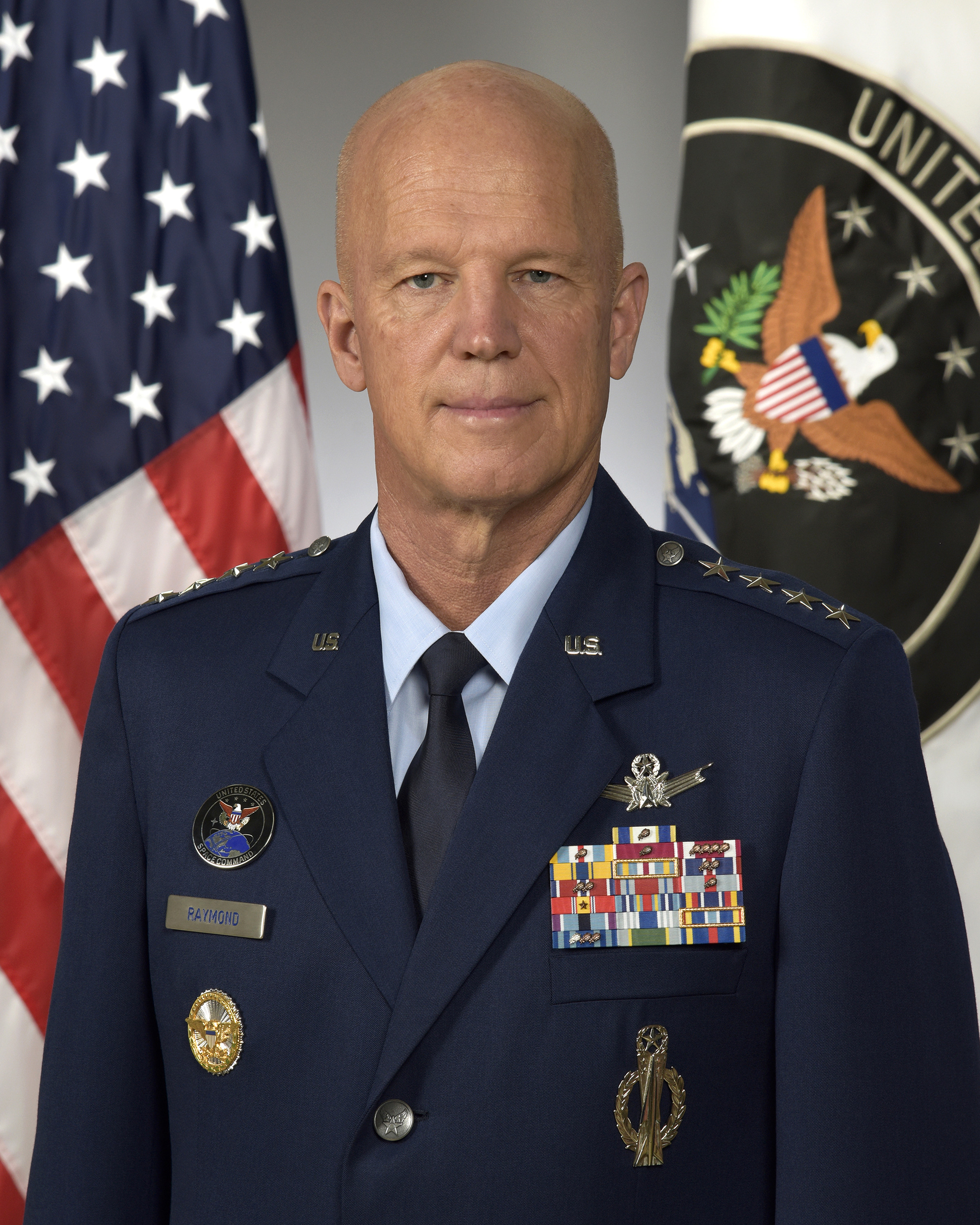
jefe del Comando Espacial de la Fuerza Aérea y el Comando Espacial de los Estados Unidos, general de la Fuerza Aérea John "Jay" Raymond

La propuesta ganó nueva vida cuando el presidente Donald Trump habló por primera vez públicamente sobre una fuerza espacial independiente durante un discurso de marzo de 2018. En una reunión de junio de 2018 del Consejo Nacional del Espacio, ordenó al Departamento de Defensa que comenzara los procesos necesarios para establecer la Fuerza Espacial de los Estados Unidos como una rama de las Fuerzas Armadas. El 19 de febrero de 2019, se firmó la Directiva de Política Espacial – 4, que inicialmente solicitaba la colocación de la Fuerza Espacial de los Estados Unidos dentro del Departamento de la Fuerza Aérea, antes de crear y transferir el servicio al Departamento de la Fuerza Espacial. Las disposiciones legislativas para la Fuerza Espacial se incluyeron en la Ley de Autorización de Defensa Nacional 2020, que fue promulgada por el presidente Donald Trump durante una ceremonia de firma en la Base Conjunta Andrews el 20 de diciembre de 2019. La Fuerza Espacial se estableció como la sexta rama del servicio armado, con el General de la Fuerza Aérea John "Jay" Raymond, el jefe del Comando Espacial de la Fuerza Aérea y el Comando Espacial de los Estados Unidos, convirtiéndose en el primer Jefe de Operaciones Espaciales. El 14 de enero de 2020, Raymond fue juramentado oficialmente como jefe de operaciones espaciales por el vicepresidente Mike Pence. La Secretaria de la Fuerza Aérea, Barbara Barrett, aprobó la transferencia de la decimocuarta Fuerza Aérea de los EE. UU. A la Fuerza Espacial y volvió a designarla como Comando de Operaciones Espaciales, con la transferencia efectiva el 20 de diciembre de 2019. El ex comandante de la 14.ª Fuerza Aérea, el mayor general John E. Shaw, fue nombrado comandante del Comando de Operaciones Espaciales mientras también servía como comandante del Componente Espacial de la Fuerza Combinada del Comando Espacial de los Estados Unidos.
Se asignarán a la Fuerza Espacial alrededor de 16,000 miembros del personal activo y civil de la Fuerza Aérea, mientras que la rama se integra gradualmente en el ecosistema de las Fuerzas Armadas de los EE. UU., Incluido el establecimiento de procedimientos independientes para la dotación de equipos, la capacitación del personal y la creación de uniformes, rangos, logotipos, parches , premios y canción oficial, según se informa dentro de un período de 18 meses.1,840 palanquillas de 23 unidades de la Fuerza Aérea están siendo transferidas a la Fuerza Espacial en 2020. El 18 de abril de 2020, 86 graduados de la Academia de la Fuerza Aérea de los Estados Unidos se convirtieron en el primer grupo de segundos tenientes comisionados en la Fuerza Espacial de los Estados Unidos.

#### Escudo

Logo original de la NASA, que suscitó polémica tras conocerse que uno de los escudos propuestos era prácticamente idéntico, cambiando los colores.

Poco después del anuncio oficial del vicepresidente, en agosto de 2018, el director de medios digitales del presidente Trump y jefe de campaña para la reelección en 2020, Brad Parscale, organizó una encuesta entre los afiliados con tal de elegir el escudo que representaría a la nueva rama militar. El equipo de diseño mostró un total de 6 escudos finalistas que no tardaron en ser criticados por varios medios y sectores de la sociedad, alegando que una de las propuestas era un calco del logo de la NASA, cambiando únicamente el fondo azul por rojo y la estela roja por amarilla. El diseñador encargado de crear el logo original de la NASA en 1975, Richard Danne, en declaraciones para el portal TMZ, opinó que «el logotipo es fruto de lo típico en la actual administración: impulsivo, desacertado, superficial y de segunda». Otro de los logos controvertidos fue uno que se mencionaba, dentro del mismo escudo, al planeta Marte, hecho que era incoherente puesto que el objetivo era crear una rama militar espacial, sin límites, y no marciana.

#### Tecnología armamentística

##### Sistema de ataque hipersónico
Antes del anuncio de esa nueva rama militar, tanto el gobierno estadounidense como el ruso y el chino, ya estaban intentando desarrollar un nuevo tipo de tecnología como es el caso de las armas hipersónicas. En 2017, el Ministerio de Defensa de Rusia el general Yury Borisov, anunció la intención de tener armas hipersónicas operativas entre 2020 y 2022. Tras el anuncio de la creación de la rama militar Space Force, el gobierno de Trump quiso avanzar en esa nueva tecnología y, en ese sentido el general Paul J. Selva y miembro del Estado Mayor Conjunto, especificó que el armamento sería más rápido, letal, podría llegar más lejos y, debido a su alta velocidad, serían capaces de burlar los sistemas antimisil existentes. En abril de 2018, el gobierno estadounidense realizó un contrato por valor de más de 900 millones de dólares con la empresa Lockheed Martin para desarrollar ese armamento.

##### Sistema de defensa hipersónico
Si bien las armas hipersónicas, tal y como anunció el general Selva burlarían todos los sistemas de prevención de ataques existentes, la administración Trump propuso reavivar acelerar el desarrollo de un sistema de sensores espaciales para precisamente, avisar de estos ataques en el caso de que otras potencias lleguen a desarrollar esta tecnología y, por su naturaleza, sería un satélite militar que orbitaría a la Tierra, equipado con sensores que serían capaces de detectar tanto amenazas hipersónicas como amenazas por parte de misiles normales en fase de impulso y de vuelo. El sistema defensivo de armas hipersónicas contó con el apoyo militar interno, como director de la Agencia de Defensa Antimisiles, Samuel A. Greaves, quien declaró que una de las claves de la Space Force de Trump reside en reactivar esta propuesta que ya había sido debatida en momentos de tensión con otras potencias como con Corea del Norte en 2017.

## Organización

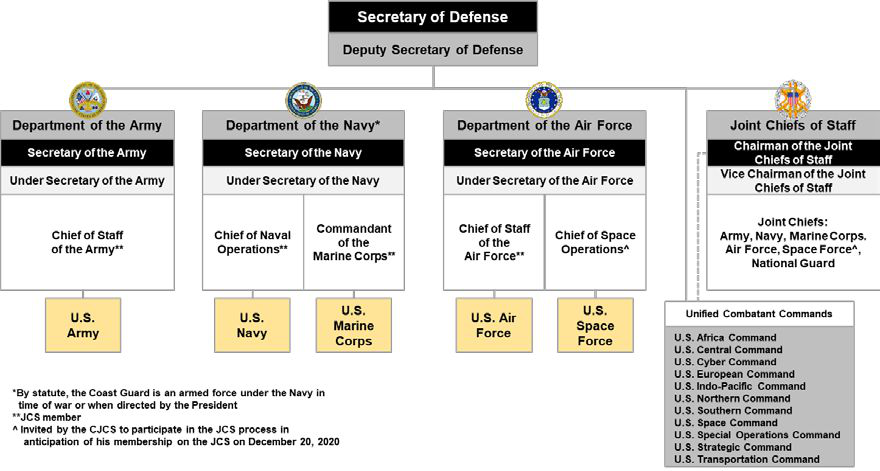
Organización de la Fuerza Espacial

La Fuerza Espacial está organizada como una de las dos ramas de servicio militar iguales dentro del Departamento de la Fuerza Aérea, y el otro servicio es la Fuerza Aérea de los Estados Unidos. Ambos servicios son supervisados por el secretario de la Fuerza Aérea, quien tiene la responsabilidad general de organizar, entrenar y equipar la Fuerza Espacial y la Fuerza Aérea.
El jefe militar de la Fuerza Espacial es el jefe de Operaciones Espaciales (CSO), que es un oficial del grado de general de 4 estrellas.
El jefe de Operaciones Espaciales se convertirá en miembro del Estado Mayor Conjunto un año después de la aprobación de la Ley de la Fuerza Espacial. Si lo autoriza el secretario de Defensa, el jefe de Operaciones Espaciales puede ser doblemente nombrado comandante del Comando Espacial de los Estados Unidos y comandante del Estado Mayor Conjunto.
La Fuerza Espacial asumirá la responsabilidad de todos los principales programas de adquisiciones espaciales, y gestionará un presupuesto distinto y separado, asegurando la independencia de la Fuerza Aérea. La Fuerza Espacial está destinada a incluir a todo el personal civil y uniformado dentro del Departamento de Defensa que realiza y apoya las operaciones espaciales, centralizando la gestión de los profesionales espaciales. La Fuerza Espacial también creará trayectorias profesionales para el personal espacial militar y civil, que incluirá operaciones, inteligencia, ingeniería, ciencia, adquisiciones y cibernética. Al establecerse la Fuerza Espacial, el Departamento de Defensa tiene la intención de utilizar transferencias entre servicios, entrada lateral inicial, autoridades de comisión directa, incentivos de carrera y bonos de retención, y exenciones a la política de adhesión.
El Comando Espacial de la Fuerza Aérea (AFSPC) fue reasignado como la Fuerza Espacial por la NDAA 2020, elevada para convertirse en el nuevo servicio. Todo el personal, las organizaciones y los componentes anteriores de AFSPC fueron asignados a la Fuerza Espacial. Los componentes principales de AFSPC fueron la 14.ª Fuerza Aérea, que controla las operaciones, y el Centro de Sistemas Espaciales y de Misiles, que es responsable de la investigación y las adquisiciones.
El primer cambio organizacional ocurrió el 20 de diciembre de 2019, cuando la Decimocuarta Fuerza Aérea / Fuerza Aérea Estratégica fue reasignada como Comando de Operaciones Espaciales (SPOC). El mayor general John E. Shaw, excomandante de la decimocuarta fuerza aérea, fue reasignado como comandante del comando de operaciones espaciales; además del papel de Shaw como comandante del Componente Espacial de la Fuerza Combinada del Comando Espacial de EE. UU.
La Fuerza Espacial también tiene la intención de anexarse el Comando de Sistemas Espaciales (SSC) y el Comando de Preparación y Entrenamiento Espacial (STARCOM). El objetivo de SFSC es centralizar las actividades de lanzamiento, adquisición, investigación y desarrollo de la Fuerza Espacial. STARCOM tiene la intención de hacer crecer un cuadro de profesionales del espacio y estar compuesto por Centros de la Fuerza Espacial enfocados en entrenamiento, preparación y doctrina.

### Estructura

#### Comando de Operaciones Espaciales
- 21st Space Wing (21 SW), Peterson Air Force Base, Colorado
- 30th Space Wing (30 SW), Vandenberg Air Force Base, California
- 45th Space Wing (45 SW), Patrick Air Force Base, Florida
- 50th Space Wing (50 SW), Schriever Air Force Base, Colorado
- 460th Space Wing (460 SW), Buckley Air Force Base, Colorado
- 614th Air Operations Center (614 AOC), Vandenberg Air Force Base, California

Space and Missile Systems Center (SMC), Los Angeles Air Force Base, California
- 61st Air Base Group (61 ABG), Los Angeles Air Force Base, California

#### Personal
Todos los miembros del antiguo Comando Espacial de la Fuerza Aérea están actualmente asignados a la Fuerza Espacial. Los miembros del Ejército y la Armada también serán detallados a la Fuerza Espacial, Actualmente hay 16 000 individuos asignados a la Fuerza Espacial. Los aviadores de la Fuerza Aérea comenzarán a transferirse a la Fuerza Espacial a partir del año fiscal 2020, mientras que los soldados del Ejército y los marineros de la Armada comenzarán a transferirse en el año fiscal 2022. El presupuesto del año fiscal 2021 asigna 10 000 miembros civiles y militares al USSF.
La Fuerza Espacial está creando carreras profesionales para las especialidades orgánicas básicas de la Fuerza Espacial, que incluyen operaciones específicas del espacio, inteligencia, ingeniería, adquisiciones, ciencia y cibercomunicación / comunicaciones. La Fuerza Aérea detallará las especialidades de apoyo, tales como legal, médica, ingeniería civil, logística, gestión financiera, fuerzas de seguridad y asuntos públicos para apoyar a la Fuerza Espacial.

#### Oficiales y personal alistado
Todos los miembros de la Fuerza Espacial actualmente retienen su respectivo grado y rango con los que fueron transferidos de la Fuerza Aérea, sin embargo, aún no ha anunciado cuál será la estructura de rango permanente.
Se accede a los oficiales de la Fuerza Espacial a través de la Academia de la Fuerza Aérea de los Estados Unidos, el Cuerpo de Entrenamiento de Oficiales de la Reserva de la Fuerza Aérea y la Escuela de Entrenamiento de Oficiales de la Fuerza Aérea. Se accede al personal alistado a través del entrenamiento militar básico de la Fuerza Aérea, aunque parte del plan de estudios puede modificarse para estar más relacionado con el espacio. La Fuerza Espacial también está aprovechando la infraestructura, el plan de estudios y los instructores de la Fuerza Aérea para el entrenamiento inicial, al tiempo que crea programas de entrenamiento específicos para el espacio. 

### Insignias del personal de Oficiales
|                         | Candidato a oficial               | O-1              | O-2              | O-3     | O-4   | O-5              | O-6     | O-7               | O-8           | O-9              | O-10    | Grado especial |
| Código NATO             | OF(D)                             | OF-1             | OF-1             | OF-2    | OF-3  | OF-4             | OF-5    | OF-6              | OF-7          | OF-8             | OF-9    | OF-10          |
| ----------------------- | --------------------------------- | ---------------- | ---------------- | ------- | ----- | ---------------- | ------- | ----------------- | ------------- | ---------------- | ------- | -------------- |
| Insignia                | Varias insignias                  |                  |                  |         |       |                  |         |                   |               |                  |         | No establecido |
| Uniforme de diario      | Varias insignias                  |                  |                  |         |       |                  |         |                   |               |                  |         | No establecido |
| Uniforme de operaciones | Varias insignias                  |                  |                  |         |       |                  |         |                   |               |                  |         | No establecido |
| Rango                   | Cadete / Oficial en entrenamiento | Teniente segundo | Teniente primero | Capitán | Mayor | Teniente coronel | Coronel | Brigadier general | Mayor general | Teniente general | General | No establecido |
| Abreviatura en inglés   | Cdt / OT                          | 2d Lt            | 1st Lt           | Capt    | Maj   | Lt Col           | Col     | Brig Gen          | Maj Gen       | Lt Gen           | Gen     |                |

Las especialidades de los oficiales incluyen:
- 13S - Oficial de operaciones espaciales
- 14N - Oficial de inteligencia
- 17D - Oficial de operaciones del ciberespacio
- 17S - Oficial de operaciones de guerra cibernética
- 62E - Ingeniero de desarrollo
- 62S - Líder de material
- 63A - Gerente de Adquisiciones
- 63G - Líder de Materiel Sénior-Echelon inferior
- 63S - Líder de material

Las especialidades enlistadas incluyen:
- 1C6 - Especialista en operaciones de sistemas espaciales
- 1N0 - Analista de inteligencia de todas las fuentes
- 1N1 - Analista de Inteligencia Geoespacial
- 1N2 - Analista de inteligencia de señales
- 1N4 - Analista de Fusión
- 3D0 - Especialista en operaciones ciberespaciales
- 3D1 - Especialista en sistemas ciberespaciales